# 安新庄遗址
安新庄遗址，位于中国河北省唐山市安新庄滦河东岸彼此连属的四个沙丘上，为唐山市迁安市的一个省级文物保护单位，类型为古遗址，公布时间为1982年7月23日。

## 概述
安新庄遗址的历史年代为新石器时代。1978年发掘其中一个沙丘。所获遗存属赵宝沟文化，但和燕山以北的赵宝沟文化有着一定的区别，有些成分接近上宅文化，从而彰显出滦河流域赵宝沟文化的自身特色。这批遗存中含有少量彩陶，并有内彩，尚见刻划纹与彩陶共饰一器之例。遗物有陶器、石器、骨器等。陶器以夹砂陶为主，泥质陶较少，纹饰有篦纹、菱形纹、之字纹、几何纹等，器形有筒形罐、碗、钵、盆、盂等；石器主要有斧、锛、凿等，细石器有石核、石叶、石镞等；骨器有针、锥、匕等。